# Orde van Sint-Mauritius en Sint-Lazarus
De Orde van Sint-Mauritius en Sint-Lazarus (Italiaans: "Ordine dei Santi Maurizio e Lazzaro") werd op 27 december 1816 door Victor Emanuel I van Sardinië ingesteld als een Hof- of Adelsorde. De Orde ging terug op de veel oudere, door Amadeus VI van Savoye gestichte Orde van de Verkondiging die onder Emmanuel Philibert II van Savoye in 1572 weer aan de vergetelheid werd ontrukt. In dat jaar werd de Orde met de oude Kruisridderorde, de Orde van Sint-Lazarus, verbonden. Deze Orde bezat rijke commanderijen.  Paus Gregorius XIII keurde de fusie in een pauselijke bul goed. De Orde had het karakter van een Ridderlijke Orde en de Ridders moesten acht "kwartieren" of adellijke overgrootouders kunnen aantonen. De Orde had een militair en geestelijk, katholiek, karakter. In 1816 werd de Orde een moderne Orde van Verdienste. Er waren drie graden en enige karaktertrekken van de oude adelsorde bleven behouden.

## Graden van 1816
- Grootkruisen
- Commandeurs
- Ridders van Gratie en Justitie en Ridders van Gratie. De eersten moesten als vanouds acht kwartieren aantonen, maar de laatsten waren daarvan, mits zij luitenant-kolonel waren of een vergelijkbare positie bekleden, vrijgesteld.

De Orde bezat 56 commanderijen en uit de inkomsten daarvan werden pensioenen aan de commandeurs en de Ridders betaald. Er was ook geld beschikbaar voor de eigen hospitalen. Van de Ridders werd verwacht dat zij leprozen zouden verplegen, de Orde van Sint-Lazarus was daar immers voor opgericht, trouwe katholieken waren, hun huwelijkstrouw bewaarden en niet met weduwen (her)trouwden.
De Orde kwam met de Italiaanse monarchie in 1947 ten val maar de afgezette koning en de pretendenten bleven de Orde als hun huisorde verlenen. De Orde van Sint-Mauritius en Sint-Lazarus is nu een internationaal actieve Ridderlijke Orde en heeft het oude dynastieke karakter niet verloren (Stair Sainty, 2007). Er zijn over de gehele wereld commanderijen en duizenden ridders die zich voor liefdadigheid en het propageren van de rechtzinnige katholieke leer, in de zin van het Vaticaan, inzetten.
Deze Orde dient niet te worden verward met de "Militaire en Hospitaal Orde van Sint Lazarus", zie door bekende auteur Guy Stair Sainty als een pseudo orde wordt aangemerkt.

## Graden van 1855
In 1855 werd de Orde wederom hervormd. Er werden nu 
- 60 Grootkruisen
- 150 Grootofficieren
- 500 Commandeurs
- 2000 Officieren (sinds 1857).

en een onbestemd aantal Ridders benoemd. De adelsproef verviel.

## Gedecoreerden

### Grootkruis
- Robert Ley
- Viktor Lutze
- Annibale Maffei, onderkoning van Sicilië
- Erhard Milch
- Giuseppe Natoli, baron-minister
- Alfonso Valerio, burgemeester-senator

### Grootofficier
- Pietro Castiglia, raadsheer bij het Hof van Cassatie en senator
- Giuseppe Cianciafara
- Josef Dietrich
- Pio Foà, hoogleraar en senator
- Giovanni Indri, advocaat en senator
- Girolamo Di Martino, burgemeester-senator
- Giacomo Natoli, baron-burgemeester
- Vittorio Polacco, rector van de universiteit van Padua en senator
- Benedetto Scillamà, raadsheer bij het Hof van Cassatie en senator

### Commandeur
- Otto Abetz
- Luigi Dei Bei, magistraat en senator
- Honoré Drubbel, luitenant-generaal
- Vettor Giusti del Giardino, graaf-senator
- Salvatore La Ferla, comandante generale van de Guardia di Finanza

### Officier
- Giovanni Battista Grassi, medicus, parasitoloog, hoogleraar, senator
- Manfredi Gravina, graaf-diplomaat
- Pasquale Sfameni, hoogleraar gynaecologie, rector van de universiteit van Bologna

### Ridder
- Gaetano di Belmonte Monroy Ventimiglia, prins van Pandolfina
- Innocenzo Fraccaroli, beeldhouwer
- Francesco Giangreco, brigadegeneraal